# Метро 2033: Корни небес
«Метро 2033: Корни небес» (итал. Le radici del cielo) — роман итальянского писателя Туллио Аволедо в жанре постапокалиптики. Двадцать третья книга российской серии «Вселенная Метро 2033». Первое издание романа было выпущено на итальянском языке издательством Multiplayer Edizioni в ноябре 2011 года, на русском — издательством «АСТ» в феврале 2012.
По сюжету во время ядерной войны Папа Римский погиб, и следующие постапокалиптические двадцать лет небольшая группа выходцев из Ватикана, обитающая в римских катакомбах Святого Каллиста, обходится без него. По просьбе кардинала Альбани последний инквизитор католической церкви Джон Дэниэлс под патронажем швейцарской гвардии отправляется в Венецию, где, по слухам, обитает ещё один выживший кардинал. Джону необходимо найти этого высокопоставленного церковного чиновника и доставить в Рим, после чего конклав и избрание нового Папы наконец смогут быть осуществлены. Путь Дэниэлса лежит через Италию, покрытую снегом и льдом, загрязнённую радиацией и полную опасных монстров. По дороге священнику приходится преодолеть множество физических, душевных и моральных испытаний.
Роман получил положительные отзывы профильных изданий. Рецензенты в своих обзорах произведения отмечают несвойственную «Вселенной Метро 2033» реалистичность, чудовищность описанного мира, мрачную, схожую со средневековой в её худших традициях атмосферу и обилие шокирующих деталей, что, впрочем, соседствует с обычными элементами постапокалиптического жанра и конкретно книжной серии. Отмечается раскрытие в романе культурной и, в особенности, христианской темы, а также неожиданное отклонение от канонов жанра в конце произведения.

## Сюжет

### Начало путешествия
Действие романа происходит в 2033 году в постъядерной Италии. В Риме, в катакомбах Святого Каллиста, обитает небольшая выжившая группа людей, среди которых — католическая община во главе с кардиналом Альбани, берущая своё начало в довоенном Ватикане. Представителем этой общины является главный герой романа — священнослужитель, член конгрегации доктрины веры, Джон Дэниэлс. Повествование ведётся от его лица.
По сюжету, последний Папа Римский погиб во время ядерной войны, и Церковь осталась без главы. Новый Папа не мог быть избран, поскольку Альбани оказался единственным кардиналом, оставшимся в Ватикане. Однако недавно Альбани получил информацию о том, что в Венеции удерживается в плену ещё один оставшийся в живых кардинал, который может возглавить Католическую Церковь. Альбани просит Джона Дэниэлса поучаствовать в экспедиции в Венецию и доставить этого кардинала в Рим. Джон присоединяется к отряду швейцарских гвардейцев под руководством капитана Дюрана и отправляется в путешествие по морозной заснеженной Италии.
Сначала швейцарские гвардейцы устраивают Дэниэлсу испытание, неожиданно бросая его в яму с мутантами, которых он, по замыслу, должен одолеть и показать тем самым, что готов забрать чужую жизнь, чтобы защитить свою. Джон неожиданно для себя успешно справляется с испытанием, убив этих мутантов. Затем главный герой почти становится мишенью другого смертельного мутанта — Мускула. Команда добирается пешком до гаража и оттуда на снегоходах отправляется в дальнейший путь. Делает остановку у бывшей станции метро EUR Ферми, чтобы забрать у незнакомого Джону человека некий чемоданчик, а затем добирается до станции Аврелия. Там главный герой знакомится с новым членом их команды — девушкой Дюрана доктором Адель Ломбар. Пока герои гостят на станции Аврелия, Дэниэлс постепенно понимает, что население станции выживает за счёт поедания собственных детей, которые — все без исключения — рождаются мутантами, и что его самого угостили мясом сына местного диакона. Тем временем жена диакона, исповедовавшись у Джона, решает принести станцию в жертву за преступления жителей и выводит из строя генератор, без которого убежище непригодно для жизни. По этой причине гвардейцы убивают всех жителей станции с идеей лишить их страданий, а затем с Адель покидают ставшее необитаемым убежище на двух внедорожниках.
Чтобы переждать дневное время суток, команда останавливается в принадлежащей швейцарским гвардейцам башне акведука. Дэниэлс видит на стенах внутри башни изображение «современной версии бога Митры», а затем убеждается, что Дюран и двое других членов команды исповедуют данную языческую религию. Дюран говорит, что он, хотя и служит католической церкви, не является её частью. Продолжив путешествие, команда выезжает на автостраду А1. Далее по дороге герои обнаруживают труп девушки, кем-то зверски изнасилованной. Дюран обещает отомстить тому, кто сделал такое. Гвардейцы видят на снегу свежие следы огромных колёс и решают следовать по этим следам. Посетив ближайший известный населённый пункт Торрита-Тиберина и остановившись в нём на дневное время суток, отряд обнаруживает, что все жители куда-то пропали. Затем героям приходится отбиваться от мутантов, ментально воздействующих на людей; эти мутанты показывают героям местоположение жителей поселения. В местной церкви герои обнаруживают трупы всех жителей; Адель заключает, что все они принесли себя в жертву, совершив ритуальные убийства друг друга. По дальнейшему пути команда встречает похожих на людей мутантов, которые выглядят неагрессивно, а наоборот, кажется, просят о помощи. Когда Дюран убивает их, Джон яростно протестует.
Следующий населённый пункт, в котором на дневное время останавливаются герои, — город Урбино. Это укреплённое поселение, в котором гвардейцам в обмен на убежище от солнечного света временно приходится оставить свои джипы и почти всё оружие местным жителям. Герои знакомятся с главой поселения — герцогом-уродцем, который помешан на коллекционировании мутантов. Герцог показывает гостям свой музей, в котором содержатся забальзамированные части тела мутантов, включая людей с отклонениями, а затем приводит гостей к главному сокровищу — разумному гигантскому червю, которого Джон про себя называет именем Грегора Самсы — главного героя повести Франца Кафки «Превращение». Герцог, забавляясь, мучает этого мутанта. Шокированный Дэниэлс падает на колени и начинает молиться за червя, что приводит к агрессии со стороны герцога и стражи. Однако Грегор предотвращает удар дубины коннетабля по голове Джона, и в суматохе гвардейцы убивают стражников. Освобождённый гвардейцами Грегор ведёт гостей наружу. Однако выбравшийся во двор первым Грегор умирает от выстрелов, а Джона, герцога и гвардейцев пленяет Человек Боли.

### Безумный великан Готшальк и его церковь на колёсах
Джон приходит в сознание связанный. Он обнаруживает себя вместе с гвардейцами пленником безумного великана Дэвида Готшалька, исповедующего воинственное христианство в извращённой форме. Готшальк возглавляет «Самую большую и быструю церковь на колёсах» — грузовик, огромное транспортное средство с собственными бойцами и слугами, работающее на метане. Узнав, что пленники — представители Ватикана, Готшальк развязывает их и возвращает им оружие, однако не отпускает. Великан обещает команде, что он доставит их в Венецию. Однако гвардейцы видят по компасу, что грузовик везёт их не в сторону Венеции, и обсуждают происходящее в негативном ключе, не подозревая, что их подслушивают. Дюран делает вывод, что именно Готшальк причастен к убийству жителей Торриты-Тиберины. Вскоре Готшальк подтверждает, что они едут не в Венецию: великан в ультимативной манере, взяв в заложники Адель, требует, чтобы гвардейцы сначала приняли участие в одной из его миссий — в захвате крепости в Римини, где, по словам Готшалька, царят грех и атеисты. Героям ничего не остаётся, кроме как подчиниться. С потерями отряд побеждает защитников крепости и обнаруживает там маленькую группу женщин и детей, которую и обороняли защитники. Счастливый Готшальк объявляет, что эти жители отныне принадлежат ему и его церкви, и назначает на следующую ночь Праздник Очищения.
Центром Праздника Очищения становится куча горючего материала, в которой накануне были похоронены трупы погибших жителей Римини. Джона и гвардейцев приводят стражники, и они наблюдают за происходящим наряду со зрителями из числа приспешников Готшалька. Под музыку Готшальк осуществляет на этой куче жертвоприношение герцога Урбино и — под бессильным взглядом удерживаемого стражниками Дюрана — Адель. После того как герцог и Адель, привязанные к куче, загораются, на людей внезапно обрушиваются полчища летучих мутантов, которые рвут когтями всех, кроме Джона, швейцарских гвардейцев и Готшалька. Воспользовавшись суматохой, главные герои, удерживаемые стражей, освобождаются, и Дюран преследует Готшалька, убегающего к своему грузовику. Настигая антагониста, Дюран почти убивает его, но один из мутантов, воздействуя на Дюрана ментально, останавливает его, поясняя это тем, что у них для него «другой жребий». Готшальк убегает на своём грузовике, и когда все оставшиеся, кроме Джона и гвардейцев, оказываются мертвы, мутанты покидают местность.
Так как главных героев значительное время заставляли находиться на открытой местности без защиты, они уже набрали большие дозы облучения и чувствуют себя соответствующим образом. Гвардейцы, среди которых за всё время пути в живых осталось лишь трое, собирают из двух испорченных джипов, которые были оставлены Готшальком, один и отправляются в погоню за антагонистом — Дюран хочет отомстить ему за смерть Адель. Несколько дней уже испытывающие лучевую болезнь гвардейцы и Джон едут по следам большого грузовика, пока, наконец, не настигают его поблизости от Венеции. У грузовика закончилось топливо; Готшальк в машине отсутствует, оставив только трупы своих соратников. Зато гвардейцы с радостью находят свой металлический сундук, а также чемоданчик «с кодами активации», с помощью которых, по словам Дюрана, они смогут «завершить свою миссию». У ничего не понимающего Дэниэлса гвардейцы забирают оружие, закрывают священника в отдельной комнате и усыпляют, заявляя, что его и их миссии не тождественны друг другу.

### Венеция — город призраков
Дэниэлсу на протяжении всего путешествия часто снятся сны, в которых он разговаривает с незнакомыми ему людьми, в том числе с девушкой Алессией. Ныне, после того как Джона усыпляют гвардейцы, он вновь видит Алессию, которая ведёт героя в Венецию. Алессия показывает Дэниэлсу, как и где сейчас живут обитатели Венеции. Она проводит священника по жилым помещениям — сети больших цистерн, в которых древние жители Венеции хранили воду. Затем Джон принимает участие в празднике, где присутствует много жителей. Алессия подтверждает, что Патриарх, с которым хочет встретиться Джон, существует, и говорит, что отведёт Дэниэлса к нему. В конце концов, Джон слышит голос Патриарха, призывающий его встретиться на городском острове-кладбище Сан-Микеле, а затем обнаруживает себя посреди безжизненных помещений Венеции и понимает, что обитатели города ему лишь привиделись, а на самом деле он пришёл сюда один.
Обессиленный Джон идёт к острову Сан-Микеле, чтобы завершить свою миссию. Однако его обнаруживает такой же обессиленный Готшальк, который хочет с его помощью добраться в Новый Ватикан — место, откуда началось путешествие главного героя. Обоих героев пытаются подстрелить швейцарские гвардейцы, зная, что один из них — Готшальк, но не зная, что другой — Джон. Готшальку удаётся скрыться, а Джона подстреливают, узнают, настигают и отводят в убежище, где его кормят и обрабатывают ему рану. Дюран говорит Дэниэлсу, что основной задачей их миссии в Ватикан была доставка не кардинала, а сокровищ Сан-Марко, а сам священник нужен им лишь как дополнительная пара рук, которая поможет перенести сокровища. Вскоре Джон вновь сбегает из-под присмотра гвардейцев и приходит на остров Сан-Микеле.
На острове священник встречается с Патриархом, который оказывается мутантом, управляющим Венецией и защищающим её жителей. Его же рук делом оказываются видения Дэниэлса. Патриарх демонстрирует свои способности посредством убийства и духовного очищения Готшалька, который также, как оказывается, добрался до острова. Патриарх говорит, что на самом деле Альбани хочет его уничтожить, чтобы убрать таким образом конкурента, и для этой цели гвардейцы доставили в город и подготовили к взрыву атомную бомбу. Гвардейцы уже почти нагоняют Дэниэлса, однако Патриарх с помощью своих способностей задерживает их, чтобы Дэниэлс успел уйти и обезвредить бомбу. Дюран настигает Джона и пытается его убить, однако Патриарх уничтожает самого Дюрана, в то время как остальные гвардейцы погибают в схватке с направленными Патриархом оживлёнными трупами.
В эпилоге Джон Дэниэлс отправляется в пеший путь, намереваясь доставить бомбу обратно в Рим и встретиться с Альбани.

## Создание и выход романа

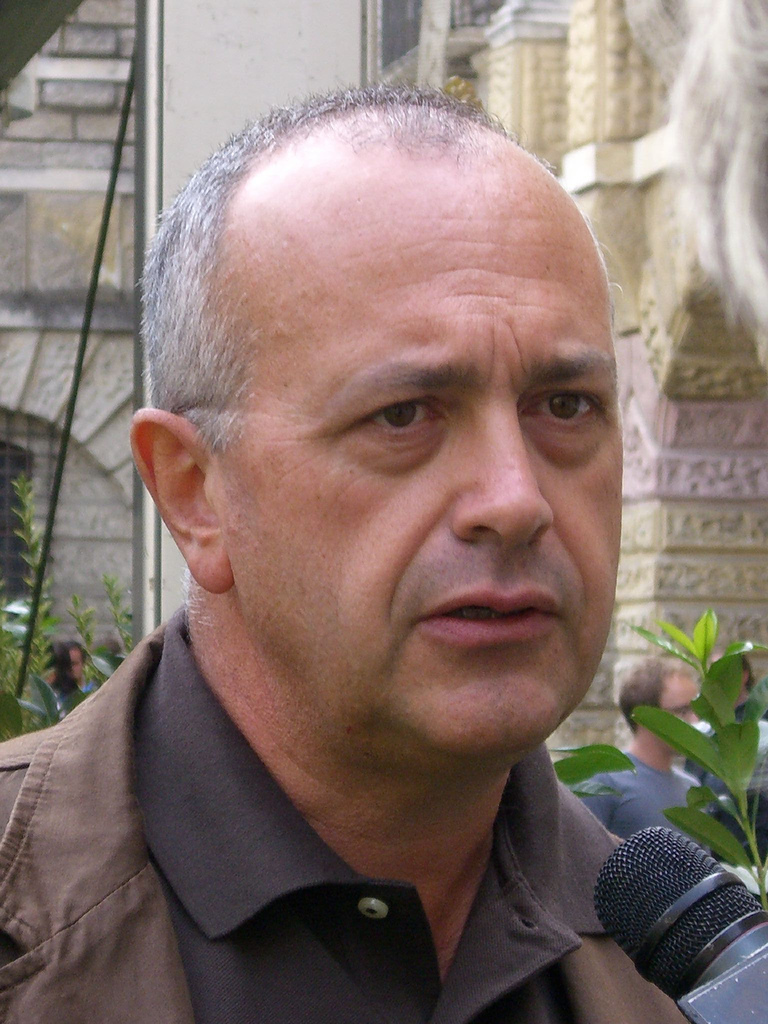
Туллио Аволедо — автор произведения

По словам Туллио Аволедо, его знакомство с Дмитрием Глуховским и творчеством этого писателя впервые произошло, когда сын показал ему роман «Метро 2033» и одноимённую компьютерную игру. Сын Аволедо попросил отца познакомить его с Глуховским на Итальянской книжной ярмарке в Турине, куда оба писателя были приглашены в качестве гостей. Глуховский предложил Туллио Аволедо принять участие во «Вселенной Метро 2033». Некоторое время спустя, прочитав «Метро 2033» и будучи впечатлённым этой историей — в особенности, дилеммой, заканчивающей роман, — итальянец принял окончательное решение поучаствовать в книжной серии.
В своём романе Туллио Аволедо, в частности, стремился ответить на вопрос, что может произойти с верой, церковью и религией в постапокалиптическом мире тьмы и безысходности, когда конец света уже наступил, но не было страшного суда и каких-либо иных признаков Бога, которые должны иметь место согласно представлениям католиков. Для этого писатель создал главного героя — отца Дэниэлса, у которого присутствуют моральные требования, продиктованные его религией и должностью, но в то же время события путешествия постоянно подвергают его сомнениям. Таким образом Туллио Аволедо, по собственным словам, заполнил пробел насчёт вопроса выживания веры, оставленный романом Глуховского.
«Корни небес» были завершены в 2011 году и в первую очередь были изданы в Италии. Затем роман был переведён на несколько других языков и выпущен в других странах, став в том числе двадцать третьей книгой российской серии «Вселенная Метро 2033».
| Страна   | Язык        | Название романа в издании | Дата выхода          | Издательство         |
| -------- | ----------- | ------------------------- | -------------------- | -------------------- |
| Венгрия  | венгерский  | Az ég gyökerei            | 2014 год             | Europa Publishing    |
| Германия | немецкий    | Die Wurzeln des Himmels   | 10 июня 2013 года    | Random House         |
| Италия   | итальянский | Le radici del cielo       | 1 ноября 2011 года   | Multiplayer Edizioni |
| Польша   | польский    | Korzenie niebios          | 8 мая 2013 года      | Insignis Media       |
| Россия   | русский     | Метро 2033: Корни небес   | 20 февраля 2012 года | АСТ                  |

## Отзывы прессы
Эммануэль Манко, рецензент итальянского портала о научной фантастике Fantascienza.com, характеризует «Корни небес» как смесь романа-путешествия и фэнтезийного квеста, соседствующую с чистой научной фантастикой и имеющую элементы хоррора и паранормальные явления. Он отмечает, что роман вначале имеет медленное развитие сюжета, возможно — слишком; затем несколько напряжённых эпизодов формируют «крещендо», которое не покидает читателя до конца повествования, где его ждёт концовка, которая для самого Манко «оказалась настоящим сюрпризом». По мнению рецензента, роман может оставить после себя «глубокое чувство страдания», что может угнетать читателей, которые исследуют вымышленные миры с эскапистскими целями. В заключении критик называет роман «честным развлекательным продуктом», включённым в тематику «Метро 2033» и допускающим продолжения, являясь в то же время самодостаточным.
Российский журнал «Мир фантастики» поставил роману оценку 8 баллов из 10. Игорь Чёрный в своём обзоре от данного издания характеризует книгу как «очень сильную и яркую». Он отмечает, что Туллио Аволедо применил в своём романе традиционный для «Вселенной Метро 2033» подход — «каждый новый населённый пункт имеет свою неповторимую историю и уникальных обитателей». По словам рецензента, текст «непривычно жестковат и изобилует шокирующими натуралистичными сценами». «Автор не набрасывает стыдливую вуаль на язвы и пороки нового мира, а с каким-то садистским упоением вскрывает их»; по мнению обозревателя, «от романа буквально веет духом Средневековья с его невежеством и пытками». Критик отмечает, что произведение пронизано «христианской (и не только) символикой», а также имеет отсылки к произведениям мировой культуры. Игорь Чёрный особо выделяет атмосферу Венеции в романе: «мистически жуткая и в то же время прекрасная <...> с её бесконечным карнавалом живых и мёртвых».
Евгений Михайлов от российского интернет-журнала Darker в своём обзоре, опубликованном в декабре 2012 года, называет «Корни небес» «самым сильным и крепким» романом во «Вселенной Метро 2033», который выделяется на фоне других произведений серии «своей общей „взрослостью“, детализированостью погибшего мира, небанальной и сложной идеей». Критик отмечает, что хотя автор не избегает таких классических элементов постапокалиптической литературы, как квестовое путешествие, борьба с мутантами и поиск «триггера» для спасения мира, эти элементы отходят у Туллио Аволедо на второй план. По мнению Михайлова, роман «нестерпимо реалистичен» и не содержит обычного для «Вселенной Метро 2033» постапокалиптического романтизма. «Мир, в котором обитают выжившие, чудовищен: грязь, смерть, каннибализм, тотальный геноцид — Средневековье в худших его проявлениях». Рецензент отмечает наличие в романе как «уничижения» Святого Престола и Папы Римского, так и «света настоящей Веры»; как «языческого мракобесия», так и «христианского фанатизма». «Причем сплелось все крепко — не развязать». В то же время обозреватель сомневается, что «финальный аккорд» романа понравится многим фанатам «Вселенной Метро 2033», так как «делает большой шаг в сторону от канона». «Он по-настоящему булгаковский, волшебный, сюрреалистичный. Он — открытая дверь, за которой раскинулось нечто, что не оценить одними лишь глазами. Финал требует подготовки, паузы, терпения — лишь по их результатам можно оценить всю глубину авторского замысла».
Ласло Хипски в своей рецензии для венгерского портала Ekultura также высоко оценил роман, назвав его лучшим в серии. Критик отмечает, что произведение полно философских и, прежде всего, религиозных размышлений. По его мнению, внимание читателя удерживают как постоянные напряжённые отношения между главным героем и швейцарской гвардией, когда точно неизвестны вера и миссия, которых придерживаются стороны, так и более мелкие детали: тайна папского кольца рыбака, которым каким-то образом завладел командир швейцарской гвардии, и ужасы станции Аврелия. Хипски рекомендует данный роман исключительно психологически крепким читателям из-за обилия ужасных подробностей в нём. Также рецензент подчёркивает, что в романе имеются сюрреалистичные сны и видения, призраки и пророчества, что даёт основания называть «Корни небес» мифо-эзотерическим произведением и создаёт впечатление, что автор попытался расположить роман в более широкой плоскости, чем предписывает жанр.

## Продолжения
В 2014 году издательство Multiplayer Edizioni, а затем и «АСТ» (в рамках «Вселенной Метро 2033»), выпустили продолжение романа, написанное Туллио Аволедо, — «Метро 2033: Крестовый поход детей» (итал. La crociata dei bambini). Сюжет данного романа продолжает приключения Джона Дэниэлса, который на обратном пути в Рим попадает в Милан, разделённый на враждующие фракции. Сыны Гнева — самая сильная группировка региона — отбирает у Дэниэлса атомную бомбу, и Милану грозит повторение ядерного апокалипсиса. Главный герой собирает крестовый поход из местных жителей различных фракций против Сынов Гнева. Произведение получило смешанные отзывы профильной прессы.
В 2019 году издательством «АСТ» в российской книжной серии «Вселенная Метро 2035» был выпущен третий роман писателя о приключениях Дэниэлса — «Метро 2035: Конклав тьмы». По сюжету этого романа, Джон отправляется во Флоренцию, где обосновались Сыны Гнева, которые уже почти полностью захватили итальянский полуостров. Целью главного героя является возвращение в Рим, уничтожение Сынов Гнева и проведение конклава.